# (10185) Gaudi
(10185) Gaudi (1996 HD21) – planetoida z pasa głównego asteroid okrążająca Słońce w ciągu 4,19 lat w średniej odległości 2,6 j.a. Odkryta 18 kwietnia 1996 roku.